# Nojorid, Bihor
Nojorid este satul de reședință al comunei cu același nume din județul Bihor, Crișana, România. Se află la 9 km sud de Oradea, pe drumul național spre Timișoara.

## Istoric
Localitatea este atestată documentar în anul 1229 într-un act de donație. Numele latin al localității este Villa Irug. Mai târziu, constatându-se existența a două vetre ale satului, ele au fost numite Villa Irug Maior și Villa Irug Minor. Echivalențele românești ale acestor două toponime au fost Ieruga Mare și Ieruga Mică.
Numele celor două localități au fost maghiarizate, devenind Nagy Ürögy sau Uregd și Kiss Ürögy, iar apoi au fost din nou românizate, devenind Nojorid și Chișirid.
Populația românească din satul Nojorid a trecut la Greco-catolicism după unirea cu Roma a unei părți a bisericii românești din Ardeal, în timp ce locuitorii altor sate din județul Bihor au rămas ortodocși. În 1719 este consemnată existența a 84 de familii în satul liber Nojorid. Între cele mai vechi numele de familie atestate în sat se numără Culici, David, Ierugan, Iambor, Pop și Silaghi. Prenumele cele mai uzuale sunt Ana, Floare și Maria pentru femei și Gheorghe, Ioan și Petru pentru bărbați.
După instaurarea comunismului, greco-catolicismul a fost interzis în România, iar cultul a fost practicat mai departe pe ascuns de mulți săteni, care au revenit la această religie după 1989. În perioada comunistă, mai mulți locuitori ai satului au avut de suferit persecuții, pământul și uneltele agricole au fost confiscate, iar unii săteni au fost trimiși la Canal sau în închisori pentru că nu au acceptat să se înscrie de bună voie în cooperativa agricolă de producție. 
Despre tradițiile acestui sat, Ioan Silaghi a scris o monografie complexă, Satul bihorean la început de secolul XX.

## Personalități
- Teodor Naga (1863-1943), deputat în Marea Adunare Națională de la Alba Iulia 1918